# Chesny
Chesny település Franciaországban, Moselle megyében. Lakosainak száma 557 fő (2022. január 1.). Chesny Fleury, Mécleuves, Orny, Peltre és Pouilly községekkel határos.

## Népesség
A település népességének változása:
| Lakosok száma | 137  | 299  | 286  | 384  | 570  | 600  | 594  | 577  | 571  | 557  |
|               | 1968 | 1982 | 1990 | 2006 | 2013 | 2015 | 2017 | 2019 | 2020 | 2022 |